# City of Griffith
City of Griffith är en kommun i Australien. Den ligger i delstaten New South Wales, i den sydöstra delen av landet, omkring 480 kilometer väster om delstatshuvudstaden Sydney. Antalet invånare var 25 641 vid folkräkningen 2016.
Utöver huvudorten Griffith ingår även samhällena Yoogali, Yenda, Hanwood och Willbriggie i City of Griffith.